# Надежда (квартал)
Вижте пояснителната страница за други значения на Надежда.
„Надежда“ е исторически квартал на град София в България, разположен около булевард „Ломско шосе“ на 3,8 километра северозападно от центъра на града, главно в район „Надежда“, който носи неговото име.
Към 2023 година адресната номенклатура на София разглежда зоната като четири самостоятелни квартала:
- „Надежда I“
- „Надежда II“
- „Надежда III“
- „Надежда IV“ (в миналото „Момкова махала“)

За известно време към „Надежда“ са причислявани и съвременните квартали „Връбница-1“ (като „Надежда V“) и „Връбница-2“ (като „Надежда VI“).

## История
На мястото на квартал „Надежда“ до 1906 година, когато започва изграждането на първите къщи, е разположено само голо поле, пресечено от шосето София – Лом. Тези първи къщи са построени от работници при жп работилницата. Възникващото селище – махала на старото село Връбница – получава името на княгиня Надежда, най-малката дъщеря на цар Фердинанд I. С указ 522, обнародван на 18 декември 1923 година, вече оформилата се махала „Надежда“ е призната за самостоятелно село, от 1 януари 1924 година се обособява в самостоятелна административна единица, а от септември 1934 година става център на община, включваща селата Връбница, Илиянци и Обеля (с махалата „Модерно предградие“). В началото на 1936 година останалите села се отделят и село Надежда продължава да съществува като самостоятелна община.

На 22 март 1938 г. Министерският съвет приема Наредба-закон за Столичната голяма община, утвърдена от цар Борис III с указ от 6 април, с която село Надежда и още 7 села са присъединени към града. Кметът Иван Иванов веднага предприема действия: издава нарочна заповед и започва служебни посещения в селата заедно с общинските съветници за запознаване на място с обстановката и проблемите. На 13 април посещават Надежда, срещат се с жителите, изслушват предложенията им. 
 По това време в селото живеят близо 16 000 души, в района му се открива гара Военна рампа. Според общото мнение на жителите е наложително да се разшири водопроводната мрежа, да се коригира река Суходолска, която минава през селото и причинява наводнения, да се изгради гробищен парк и да се продължи трамвайната линия № 6 към село Връбница. Инж. Иван Иванов изслушва внимателно споделените проблеми и отбелязва кои от тях Столичната община е в състояние скоро да реши.
В края на 40-те години на XX век село Надежда е присъединено към София. По това време е прекратен съборът на Надежда в Деня на Свети Дух, възстановен след края на комунистическия режим като празник на района.
През 80-те години режимът започва систематично разрушаване на квартала и замяна на дотогавашните къщи с многоетажни жилищни блокове, предимно едропанелно – от серии Бс-VIII-Сф, Бс-2-69 и Бс-69-Сф.

## Търговско-промишлена инфраструктура
В район „Надежда“ е съсредоточена по-голяма част от индустрията на гр. София. Тук се намират големи промишлени предприятия като: „Софарма" АД, Елпром „ЗЕМ“ АД, „Лия“ АД, завод „Агресия“, „Арома“ АД, „Зебра“ ООД, „Хюндай Хеви Индъстрис ко България“ АД, „РВП – Кьоне“ АД, „Лейди София“ АД, Рекламно-издателски полиграфически комплекс „Елиана-2000“ и много други.
Жилищен комплекс Надежда разполага и с филиали на някои от големите търговски вериги:
- Хипермаркет „Билла“,[3] намиращ се до кръстовището на бул. „Ломско шосе“ и ул. „Бели Дунав“ в ж.к. Връбница-1;
- Office 1 Superstore;[4][5]
- бензиностанция на Shell; OMV; Петрол
- три супермаркета „Фантастико“, намиращи се ул. „Свети Никола Нови“ № 8 в Надежда-2 и до бл. 301 в Надежда-3;
- Заведението „Патладжан“ (бивше „Pasta Casa“), Кафе „АМОР“ Кафе „Рибката“, също така и известното заведение „Старата сладкарница“, също така кафе/бар Relax, бар Point
- Супермаркет „T-Маркет“;
- Хипермаркет: Lidl
- Хипермаркет „Kaufland“;
- Супермаркет „ЦБА“, намиращ се на ул. „Ломско шосе“ бл. 172;

## Транспортна инфраструктура и градски транспорт
Линиите на градския транспорт, обслужващ квартала, са:
- - автобусни линии: 26, 83, 85, 86, 108, 285;N2 (413 временно пуснат до колелото на гара 'Север")
- трамвайни линии: 6, 7;12, 11 (3 и 27 са временно пуснати до колелото на гара 'Север" до 2026г)
- маршрутки с номера: 2, 7, 8, 9, 12, 31, 36, 45.
- станции от Втори метродиаметър (линия М2) на Софийското метро:
  - Бели Дунав
  - Надежда
  - Хан Кубрат